# هيلولاند

جزيرة بافين، ويعتقد أنها Helluland.

هيلولاند (بالإنجليزية: Helluland)‏ هو الاسم الذي يطلق على واحدة من الأراضي الثلاث التي شُوهدت من قبل بيارني "Herjólfsson"، وتم اكتشافها من قبل ليف اريكسون ومواصلة استكشافها من قبل ثوردارسون، حوالي 1000 ميلادي. وهي تقع على ساحل المحيط الأطلسي شمال أمريكا الشمالية.